# Liga de Campeones Árabe 1989
La Liga de Campeones Árabe 1989 es la sétima edición de este torneo de fútbol a nivel de clubes árabes organizado pro la UAFA y que contó con la participación de 15 equipos de África del Norte, Medio Oriente y África del Este, 5 equipos más que en la edición anterior.
El WAC Casablanca venció al Al-Hilal FC de Arabia Saudita en la final jugada en Marrakech, Marruecos para proclamarse campeón del torneo por primera vez.

## Ronda Preliminar

### Zona 1
Muharraq Club de Baréin y Fanja SC de Omán eliminaron a Al-Wahda San'a de Yemen en la clasificación jugada en Omán.

### Zona 2
Todos los partidos se jugaron en Riad, Arabia Saudita.
| Fecha    | Local       | Resultado | Visita        |
| -------- | ----------- | --------- | ------------- |
| 27- 7-89 | Al-Hilal FC | 2-0       | Al Mourada    |
| 28- 7-89 | Al Ahly     | 9-1       | Al-Matabeh SC |
| 30- 7-89 | Al-Hilal FC | 1-1       | Al Ahly       |
| 31- 7-89 | Al Mourada  | 5-2       | Al-Matabeh SC |
| 1- 8-89  | Al Ahly     | 2-1       | Al Mourada    |
| 2- 8-89  | Al-Hilal FC | 9-1       | Al-Matabeh SC |

| Club          | G | E | P | GF | GC | Pts. |
| ------------- | - | - | - | -- | -- | ---- |
| Al-Hilal FC   | 2 | 1 | 0 | 12 | 2  | 5    |
| Al Ahly       | 2 | 1 | 0 | 12 | 3  | 5    |
| Al Mourada    | 1 | 0 | 2 | 6  | 6  | 2    |
| Al-Matabeh SC | 0 | 0 | 3 | 4  | 23 | 0    |

### Zona 3
Los partidos se jugaron en Túnez.
| Equipo          | J | G | E | P | GF | GC | GD | Pts |
| --------------- | - | - | - | - | -- | -- | -- | --- |
| Étoile du Sahel | 2 | 1 | 1 | 0 | 3  | 1  | +2 | 4   |
| JS Tizi Ouzou   | 2 | 0 | 2 | 0 | 3  | 3  | 0  | 2   |
| CLAS Casablanca | 2 | 0 | 1 | 1 | 2  | 5  | −3 | 1   |

|  | Étoile du Sahel | 1-1 | JS Tizi Ouzou | Stade Olympique de Sousse, Sousse |  |
|  | Bouazra 72'     |     | Mahda 31'     |                                   |  |

|  | CLAS Casablanca | 0-3 | Étoile du Sahel              | Stade Olympique de Sousse, Sousse |  |
|  |                 |     | Hsoumi 26' 59' · Dermech 40' |                                   |  |

|  | JS Tizi Ouzou          | 2-2 | CLAS Casablanca         | Stade Olympique de Sousse, Sousse |  |
|  | Majid 11' · Farach 66' |     | Djanit 18' · Haffef 44' |                                   |  |

### Zona 4
Todos los partidos se jugaron en Bagdad, Irak.
| Equipo 1        | Agr. | Equipo 2   | Ida | Vuelta |
| --------------- | ---- | ---------- | --- | ------ |
| Al Ansar Beirut | 0-3  | Al-Tayaran | 0-1 | 0-2    |

Ambos equipos clasificaron a la ronda final debido al retiro de los equipos de Siria, Jordania y Palestina.

## Fase de grupos
Todos los partidos se jugaron en Marrakech, Marruecos.

### Grupo A
| Local               | Resultado | Visita        |
| ------------------- | --------- | ------------- |
| JS Kabylie          | 2-1       | Al-Hilal FC   |
| Kawkab de Marrakech | 2-2       | Al Tayaran    |
| Kawkab de Marrakech | 0-0       | JS Kabylie    |
| Al Tayaran          | 3-0       | Muharraq Club |
| Al-Hilal FC         | 0-1       | Muharraq Club |
| Al-Hilal FC         | 1-0       | Al Tayaran    |
| JS Kabylie          | 1-1       | Muharraq Club |
| JS Kabylie          | 1-1       | Al Tayaran    |
| Kawkab de Marrakech | 1-0       | Muharraq Club |
| Kawkab de Marrakech | 1-4       | Al-Hilal FC   |

| Club          | G | E | P | GF | GC | Pts. |
| ------------- | - | - | - | -- | -- | ---- |
| JS Kabylie    | 1 | 3 | 0 | 4  | 3  | 5    |
| Al-Hilal FC   | 2 | 0 | 2 | 6  | 4  | 4    |
| Al Tayaran    | 1 | 2 | 1 | 6  | 4  | 4    |
| KAC Marrakech | 1 | 2 | 1 | 4  | 6  | 4    |
| Muharraq Club | 1 | 1 | 2 | 2  | 5  | 3    |

### Grupo B
| Local           | Resultado | Visita          |
| --------------- | --------- | --------------- |
| Al Ansar Beirut | 2-2       | Étoile du Sahel |
| Fanja SC        | 0-1       | Étoile du Sahel |
| WAC Casablanca  | 1-3       | Étoile du Sahel |
| WAC Casablanca  | 0-0       | Fanja SC        |
| Ettifaq FC      | 1-1       | Étoile du Sahel |
| Ettifaq FC      | 0-2       | WAC Casablanca  |
| Al Ansar Beirut | 1-0       | Fanja SC        |
| Al Ansar Beirut | 0-2       | WAC Casablanca  |
| Al Ansar Beirut | 1-1       | Ettifaq FC      |
| Ettifaq FC      | 2-0       | Fanja SC        |

| Club            | G | E | P | GF | GC | Pts. |
| --------------- | - | - | - | -- | -- | ---- |
| Étoile du Sahel | 2 | 2 | 0 | 7  | 4  | 6    |
| WAC Casablanca  | 2 | 1 | 1 | 5  | 3  | 5    |
| Ettifaq FC      | 1 | 2 | 1 | 4  | 4  | 4    |
| Al Ansar Beirut | 1 | 2 | 1 | 4  | 5  | 4    |
| Fanja SC        | 0 | 1 | 3 | 0  | 4  | 1    |

## Fase final
|  | Semifinales                | Semifinales                |   |                           | Final                     | Final |  |
|  |                            |                            |   |                           |                           |       |  |
|  |                            |                            |   |                           |                           |       |  |
|  | Marrakech, 30 de noviembre |                            |   |                           |                           |       |  |
|  | Étoile du Sahel            | 0                          |   |                           |                           |       |  |
|  | Al-Hilal FC (DP 4-5)       | 0                          |   |                           |                           |       |  |
|  |                            |                            |   |                           |                           |       |  |
|  |                            |                            |   |                           | Marrakech, 2 de diciembre |       |  |
|  |                            |                            |   |                           | Al-Hilal FC               | 1     |  |
|  |                            | Wydad Casablanca           | 3 |                           |                           |       |  |
|  |                            |                            |   |                           |                           |       |  |
|  |                            |                            |   |                           |                           |       |  |
|  |                            |                            |   |                           | Tercer lugar              |       |  |
|  | Marrakech, 30 de noviembre | Marrakech, 30 de noviembre |   | Marrakech, 2 de diciembre | Marrakech, 2 de diciembre |       |  |
|  | Wydad Casablanca           | 3                          |   | Étoile du Sahel           | 0                         |       |  |
|  | JS Kabylie                 | 2                          |   |                           | JS Kabylie                | 1     |  |

## Campeón
| Liga de Campeones Árabe 1989 |
| ---------------------------- |
| Bandera de Marruecos         |
| WAC Casablanca 1.er título   |